# شرق بهشت (رمان)
شرق بهشت (انگلیسی: East of Eden) رمانی از جان استاین‌بک نویسندهٔ آمریکایی برندهٔ جایزه نوبل است که در سال ۱۹۵۲ به چاپ رسید. در این رمان استاینبک زندگی پیچیده دو خانواده ترسک (به انگلیسی: Trasks) و همیلتون (به انگلیسی: Hamiltons) و داستان‌های در هم گره خورده آن‌ها را به تصویر می‌کشد. استاینبک این رمان را در اصل خطاب به دو پسر کوچکش تام (به انگلیسی: Thom) و جان نوشت که در آن زمان به ترتیب شش و نیم و چهار و نیم ساله بودند. وی می‌خواست جزئیات دره سالیناس را برای آن‌ها توصیف کند.

## ترجمه به فارسی
این رمان به زبان فارسی ترجمه شده و با مشخصات زیر به چاپ رسیده است:
- ش‍رق‌ ب‍ه‍ش‍ت‌، ت‍رج‍مۀ ب‍ه‍رام‌ م‍ق‍دادی‌، ت‍ه‍ران‌: ب‍ام‍داد‏‫، ۱۳۶۱.
- ش‍رق‌ ب‍ه‍ش‍ت‌، ت‍رج‍مۀ پ‍روی‍ز ش‍ه‍دی‌، ت‍ه‍ران‌: گ‍ه‍ب‍د‏‫، ۱۳۸۴.
- ش‍رق‌ ب‍ه‍ش‍ت‌، ترجمۀ کیومرث پارسای، تهران‏‫: روزگار‏‫، ۱۳۸۹.
- ش‍رق‌ ب‍ه‍ش‍ت‌، ترجمۀ شهناز کمیلی‌زاده، تهران: انتشارات ناژ‏‫، ۱۳۹۷.‮‬